# 4-メチルピリジン
4-メチルピリジン（4-Methylpyridine）は、化学式CH3C5H4Nで表される有機化合物。4-ピコリンとも呼ばれる。不快臭を持つ透明液体であり、他の複素環式化合物を合成する際のビルディングブロックとして用いられる。引火点は37 ℃と比較的低く、日本では消防法で危険物（第四類 第二石油類 水溶性）に指定されている。

## 合成法と利用
4-メチルピリジンは、コールタールから単離でき、また工業的な合成もできる。アセトアルデヒドとアンモニアを酸化物触媒を用いて反応させることにより生成する。4-メチルピリジン自体にあまり利用価値はないが、医薬品など他の有用な化合物の前駆体として利用できる。例えば、4-メチルピリジンのアンモ酸化により4-シアノピリジンが得られ、こちらは結核治療薬のイソニアジドのような有用な化合物に変換できる。

## ピリジンとの比較
4-メチルピリジンの共役酸である4-メチルピリジニウムイオンのpKa値は5.98である。対して、ピリジンの共役酸であるピリジニウムイオンのpKa値は5.25なので、それよりも0.7程大きい。このことは、ピリジンよりも4-メチルピリジンの方がプロトンを受け取った状態が安定である（4-メチルピリジニウムイオンの方が、ピリジニウムイオンよりも酸として弱く、プロトンを手放しにくい）ことを意味する。そして、よりプロトンを受け取っても安定であるということは、よりプロトンを受け取りやすいということ、すなわち、より塩基として強力であることを意味する。つまり、ピリジンよりも4-メチルピリジンの方が、より強い塩基であると判る。